# 尖度
尖度（せんど、英: kurtosis）は、確率変数の確率密度関数や頻度分布の鋭さを表す指標である。正規分布と比べて、尖度が大きければ鋭いピークと長く太い裾をもった分布であり、尖度が小さければより丸みがかったピークと短く細い尾をもつ分布である。日本産業規格では、とがり (kurtosis) として平均値まわりの4次のモーメント μ4 の標準偏差 σ の4乗に対する比 μ4/σ4 と定義しているが、それからさらに3を引いた値が尖度として定義される場合がある。後者の尖度は特に超過尖度(英: excess kurtosis)と呼ばれることがある。

## 2種類の定義
尖度には、4次の標準化モーメントとも呼ばれるμ4/σ4から3を引いて正規分布の尖度を0とする定義と、４次の標準化モーメントをそのまま用いて正規分布の尖度を3とする定義がある。これら2種類の定義の違いは、尖度が正規分布との乖離をみるために使われることに起因している。一般には正規分布の尖度を0とすることが多い。Excelの分析ツール等は正規分布の尖度を0としている。東京大学出版会の「統計学入門」(ISBN 4130420658)やNumerical Recipesなども正規分布の尖度が0となるように、尖度を定めている。

## モーメントによる定義
確率変数{\displaystyle X}の分布関数を {\displaystyle F(X)}とし、
{\displaystyle \mu =E[X]=\int XdF(x)}
{\displaystyle \mu _{r}=E[(X-\mu )^{r}]=\int (X-\mu )^{r}dF(x)} （{\displaystyle r} は正整数）
とする。このとき、分布関数 {\displaystyle F(X)} の尖度 {\displaystyle \beta _{2}} は次式である（各積分値が存在すると仮定している）。
- 正規分布の尖度を0とする定義(または超過尖度)では、
{\displaystyle \beta _{2}={\frac {\mu _{4}}{{\mu _{2}}^{2}}}-3}
- 正規分布の尖度を3とする定義では、
{\displaystyle \beta _{2}={\frac {\mu _{4}}{{\mu _{2}}^{2}}}}

## キュムラントによる定義
確率変数 {\displaystyle X} の {\displaystyle r} 次のキュムラントを {\displaystyle \kappa _{r}} とすると、尖度 {\displaystyle \beta _{2}} は次式で定義される。
- 正規分布の尖度を0とする定義(または超過尖度)では、
{\displaystyle \beta _{2}={\frac {\kappa _{4}}{{\kappa _{2}}^{2}}}}
- 正規分布の尖度を3とする定義では、
{\displaystyle \beta _{2}={\frac {\kappa _{4}}{{\kappa _{2}}^{2}}}+3}

### 計算例
正規分布の尖度。モーメント母関数 MX(t) のキュムラント母関数は
{\displaystyle \log(M_{X}(t))=\mu t+\sigma ^{2}t^{2}/2}
から {\displaystyle \kappa _{1}=\mu }， {\displaystyle \kappa _{2}=\sigma }， {\displaystyle \kappa _{r}=0\ (r\geq 3)} となり、3 次以上のキュムラントはすべて0であることがわかる。したがって、正規分布の尖度を0とする定義では{\displaystyle \beta _{2}=0}であり、もう一方の定義では{\displaystyle \beta _{2}=3}である。

## 尖度の意味
正規分布と、それより尖度が大きく等しい平均値と標準偏差をもつ確率密度関数を示す。
模式的であるが、平均値の周りでは尖りが大きく裾を引いた分布であることがわかる。
「尖度」（尖＝とがり）と表現するのは誤解しやすく、裾の重さというほうが実態を表している（詳細は参考文献を参照）。
特殊な分布
{\displaystyle p(x)={\frac {1}{\alpha \,\mathrm {\mathrm {B} } \!\left(m-{\frac {1}{2}},{\frac {1}{2}}\right)}}\left[1+\left({\frac {x-\lambda }{\alpha }}\right)^{\!2\,}\right]^{-m}\!}
では両者（裾の重さと平均値の周りでは尖り）の概念は一致するが、一般の分布では一致しないのは明らかである。

## 標本モーメントによる母集団の尖度推定
ここでは、標本の大きさ {\displaystyle n} の標本に基づく母集団の尖度の推定を考える
。
一般には、尖度の定義の分母分子の不偏推定量をもって母集団の尖度の推定量とする方法がもっとも多く使用される。具体的には、母集団のキュムラントの不偏推定量である k統計量 (k-statistics)を使った計算方法である。{\displaystyle r} 次の k統計量を {\displaystyle k_{r}}、平均周りの {\displaystyle r} 次のモーメントを {\displaystyle m_{r}={\frac {1}{n}}\sum _{i=1}^{n}(x_{i}-{\overline {x}})^{r}} とすると、
{\displaystyle k_{2}={\frac {n}{n-1}}m_{2}}
{\displaystyle k_{4}={\frac {n^{2}}{(n-1)(n-2)(n-3)}}\left\{(n+1)m_{4}-3(n-1){m_{2}}^{2}\right\}}
なので、上の 2 式をキュムラントによる定義に代入して推定量とする方法である。
最終的には {\displaystyle \beta _{2}} の推定量 {\displaystyle b_{2}} について次を得る。
{\displaystyle b_{2}={\frac {n(n+1)}{(n-1)(n-2)(n-3)}}\sum _{i}\left({\frac {x_{i}-{\overline {x}}}{s}}\right)^{4}-{\frac {3(3n-5)}{(n-2)(n-3)}}}

ここで、{\displaystyle s={\sqrt {{\frac {n}{n-1}}\,m_{2}}}}（不偏標準偏差)
3を引いた定義では、次式になる。
{\displaystyle {\frac {n(n+1)}{(n-1)(n-2)(n-3)}}\sum _{i}\left({\frac {x_{i}-{\overline {x}}}{s}}\right)^{4}-3{\frac {(n-1)^{2}}{(n-2)(n-3)}}}

## 分布と尖度の例
以下に、いくつかの確率分布における尖度を、正規分布の尖度を0とした定義のもとで示す。なお、ここに挙げた分布の歪度は全て0である。
| 分布               | (超過)尖度 |
| ------------------ | ---------- |
| 正規分布           | 0          |
| ラプラス分布       | 3          |
| 双曲線正割分布     | 2          |
| ロジスティック分布 | 6/5        |
| 二乗余弦分布       | −0.593762… |
| ウィグナー半円分布 | −1         |
| 一様分布           | −6/5       |